# Luisito Quintero
Luisito Quintero (* 24. August 1967 in der Parroquia San Agustín, Caracas) ist ein venezolanischer Perkussionist.

## Leben
Quintero wuchs mit der lateinamerikanischen und afrikanischen Tradition der Perkussion auf. Sein Vater ist ebenso Perkussionist wie sein Onkel Carlos Nene Quintero und sein Cousin Roberto Quintero. Er wurde Mitglied des Orquesta Simfonica de Venezuela, trat aber bald mit Ensembles wie Grupo Guaco und El Trabuco Venezolano auf und tourte mit Oscar D’León.
Er übersiedelte dann nach New York, wo er mit zunächst Latin-Jazz-Musikern wie Willie Colón, Eddie Palmieri, Tito Puente und Celia Cruz arbeitete. Er wandte sich dann der Fusion von Jazz, Funk, Salsa und afrikanischer Musik zu und trat mit George Benson, Herbie Hancock, Ravi Coltrane und Toshiko Akiyoshi, aber auch mit Popmusikern wie Gloria Estefan und Marc Anthony auf. Louie Vega produzierte mit ihm sein Debütalbum.
Als Mitglied der Band Elements of Life trat er mit Musikern wie Robert Plant, Lauryn Hill und Alicia Keys auf und am Montreux Jazz Festival, dem North Sea Jazz Festival und am Roskilde-Festival teil. Als Sideman nahm er mehr als fünfzig Alben auf.

## Diskografie
- Percussion Madness, 2006
- Louie Vega Pres Percussion, 2007
- Percussion Madness Revisited, 2007